# Aeroporto Internacional de Yangyang
Aeroporto Internacional de Yangyang (Hangul: 양양 국제 공항, Hanja: 襄陽國際空港, Romanização Revisada: Yangyang Gukje Gonghang, McCune-Reischauer: Yangyang Kukche Konghang) (IATA: YNY, ICAO: RKNY) é um pequeno aeroporto internacional no norte da Coreia do Sul. Está localizado no Condado de Yangyang, na província de Gangwon, e serve as cidades próximas a Sokcho e Gangneung. Turistas que visitam o Parque Nacional de Seoraksan também utilizam o Aeroporto de Yangyang. Há, ocasionalmente, voos fretados para a China, Japão e Taiwan. O leste e o sul da China se serviam deste aeroporto, anteriormente.
Em 2007, 33 686 passageiros utilizaram este aeroporto. Atualmente, não há nenhum voo regular para o aeroporto de Yangyang.